# Breitfuß-Gletscher
Der Breitfuß-Gletscher ist ein 16 km langer Gletscher an der Foyn-Küste des Grahamlands auf der Antarktischen Halbinsel. Er fließt vom Avery-Plateau in östlicher Richtung zum Mill Inlet, das er westlich des Kap Chavanne erreicht.
Der Falkland Islands Dependencies Survey kartierte den Gletscher anhand von Luftaufnahmen, die bei der US-amerikanischen Ronne Antarctic Research Expedition (1947–1948) entstanden, und benannte ihn nach dem deutschen Meeresbiologen und Polarforscher Leonid Breitfuß (1864–1950).